# Batallón Independiente 77 del Ejército Croata
El Batallón Independiente 77 del Ejército Croata (HV) (en Croata: 77. samostalni bataljun HV-a Grubišno Polje) (inicialmente llamado Batallón Independiente 57 de la Guardia Nacional Croata - ZNG) fue una unidad militar vigente en el municipio de Grubišno Polje durante los años 1991 y 1992 durante la Guerra de Croacia. La unidad revistó inicialmente en la ZNG y a partir del 3 de noviembre de 1991 en el HV luego que esa fuerza cambiara de denominación. 
El batallón se desempeñó durante las operaciones militares del año 1991 para la expulsión de los serbios en las alturas de Bilogora y Papuk en Eslavonia Occidental. Con el arribo de UNPROFOR al municipio, el Batallón 77 fue desmovilizado en 1992. Algunos de sus miembros se integraron en el Regimiento 52 de Daruvar. 

## Antecedentes y creación
Ante el incremento de las tensiones interétnicas en Eslavonia Occidental, a finales de octubre de 1990, un grupo de personas del municipio de Grubišno Polje obtuvo en secreto armamento, con el objetivo de resistir un enfrentamiento militar. Estos fueron los comienzos de la organización militar, junto con la policía ordinaria existente.
Luego de las detenciones en Virovitica de enero de 1991 de Croatas por parte del Ejército Popular yugoslavo (JNA), se organizaron en el municipio de Grubišno Polje destacamentos voluntarios compuestos de integrantes de las nacionalidades croata, checa, gitana, húngara. Con ellos se organizaron guardias nocturnas y patrullas.
Al inicio de la estructuración militar croata, la única fuerza disponible en la municipalidad era la estación de policía de Grubišno Polje a la cual se le sumó el componente de la reserva movilizada con no-serbios, mayormente voluntarios del HDZ Para una mejor cobertura del área, el 18 de diciembre de 1990, se constituyó una estación de policía en Veliki Grđevac evitando así la exposición del área habitada por serbios. Entonces, los ciudadanos serbios, que constituían dos tercios del personal policial de Grubišno Polje, dejaron el servicio.
A finales de marzo de 1991, se estableció el Cuartel General de Defensa (más tarde llamado Cuartel General del Destacamento de Protección Nacional) a cargo de Antun Delic. Su tarea era coordinar la defensa, es decir, organizar la defensa de todas las ramas de HDZ y HDS en el área del municipio, en cooperación con el comandante de la estación de policía.
A principios de agosto, serbios armados bloquearon rutas en el área. El 12 de agosto, los destacamentos de voluntarios se convirtieron en el Cuerpo de la Guardia Nacional, que, en cooperación con las unidades MUP, se hizo cargo de la defensa del municipio de Grubišno Polje. Durante este período crítico, los miembros de la Guardia Nacional de Virovitica y la policía de Bjelovar y Virovitica brindaron apoyo.
Un ataque con mortero contra Grubisno Polje se llevó a cabo el 17 de agosto de 1991 iniciándose el combate abierto. Durante el ataque, la mayoría de la población serbia abandonó Grubišno Polje, dejando a sus antiguos vecinos a merced de las granadas Chetnik.
Los croatas ganaron un impulso excepcional con la caída de los cuarteles yugoslavos de Virovitica (17 de septiembre) y Doljani (19 de septiembre). Ello permitió el suministro de una cantidad significativa de armas, municiones y minas.
Con el fin de mejorar el comando y la coordinación dentro de las fuerzas croatas (MUP, ZNG, destacamentos de protección local), el 26 de septiembre de 1991, se estableció el Comando de Defensa Grubišno Polje a cargo de  Ivica Debić - Delta. Una de las primeras tareas del comando fue la movilización y la reposición de las fuerzas, es decir, la formación del 57.º batallón independiente del ZNG Grubišno Polje, por lo que esa fecha es la fecha oficial de la fundación de esa unidad. El batallón estaba conformado por dos compañías y un pelotón independiente.

## Desarrollo de las operaciones
Al poco de crearse, el Batallón 77 participó en los combates contra las fuerzas de defensa territoriales serbias de la autoproclamada de la Región Autónoma Serbia de Eslavonia Occidental en las alturas de Bilogora (Operación Otkos-10) y las alturas de Papuk (Operación Papuk-91). Zdenko Pavić fue su comandante mientras que Zlatko Mađeruh, su segundo.
En la primera de las operaciones (31 de octubre - 4 de noviembre de 1991), por la cual se derrotó al destacamento Bilogora, se ocuparon las instalaciones del JNA en Gakovo y se expulsó de serbios al municipio de Grubišno Polje, el batallón combatió dividido. Una parte avanzó desde el oeste avanzando en la dirección Veliki Grđevac - Velika Barna (ocupando esta última el primer día del ataque) y luego en la dirección Gornia Kovačica - Mali Grđevac. Otra parte participó en el eje sur a través de las direcciones Grubišno Polje - Velika Barna y Rastovac - Munije - Turčević Polje - Dijakovac.
Después de la derrota de las tropas serbias del área ocupada del municipio, el Batallón 57 de Grubišno Polje y la estación de policía de esa ciudad continuaron la lucha. En el área de Daruvar, combaten en Bastajski Brđani y en la liberación de Mali y Veliki Miletinca, Malo y Veliki Bastaja, Potočani, Katinac, Koreničanai, Đulovac, Donji Daruvar y Gornje Vrijeska. En el área de Pakrac, participaron en la toma de Kusonje y en los combates de Pakračke Vinograde, Kraguj y Brusnik.
En Bastajski Brđani se destacó cuando con la ayuda del Batallón Independiente 55 y la Compañía Anti-Sabotaje de Bjelovar rechazaron el contraataque de la unidad paramilitar  Águilas Blancas provenientes de Serbia y les causaron grandes pérdidas.
El 5 de diciembre de 1991, el batallón fue renombrado como Batallón Independiente 77 - Grubišno Polje debido a que existía otra unidad con el mismo nombre.

## Desmovilización
Como parte de Plan Vance que incluyó el alto al fuego del 3 de enero de 1992, se debió desmilitarizar el municipio de Grubišno Polje. El 18 de mayo, el contingente argentino de UNPROFOR había completado su traslado al municipio. Las fuerzas de la UNPROFOR asumieron toda la responsabilidad en el Sector Oeste el 20 de junio de 1992.
Por tal motivo, los miembros del Batallón Independiente 77 fueron desmovilizados gradualmente a partir de mayo y el 1 de agosto, su comando fue abolido. Parte de sus fuerzas pasaron a ser Batallón de la Guardia Nacional Grubišno Polje, que llevó a cabo la vigilancia de la zona recientemente liberada de Bilogora. Con la formación del Regimiento de Defensa de la Patria 52 del Ejército Croata de Daruvar en 1994, el batallón se convirtió en parte de él y, como tal, en 1995 participó en la Operación Bljesak y en la Operación Oluja en 1995, después de lo cual se llevó a cabo la desmovilización completa al final del año.
Durante su vigencia, aproximadamente 900 combatientes, en su mayoría voluntarios, pasaron por sus filas.
En el 20 aniversario de su creación, el Batallón Independiente 77 Grubišno Polje fue condecorado con la Orden de Nikola Šubkovan Zrinski.

## Bajas
Las bajas del Batallón varían según la fuente. Según la revista Hrvatski Vojnik del año 1992, del municipio de Grubišno Polje, nueve miembros del Batallón 77, tres del Ministerio del Interior y veinticinco del Destacamento de Protección Nacional dieron sus vidas.
Según datos actuales de la municipalidad, 11 miembros del Batallón murieron junto a cuatro de la policía local.